# 武部利男
武部 利男（たけべ としお、1925年2月11日 - 1981年2月22日）は、日本の古典中国文学者、漢文学者。

## 人物・来歴
大阪市出身。京都大学文学部中国文学科卒、奈良女子大学助教授、福井大学教育学部教授、立命館大学文学部教授。在職中に56歳で死去。『Viking』同人。

## 著書
- 『李白小伝』新潮社・一時間文庫, 1955
- 『李白　中国詩文選』筑摩書房, 1973
- 『李白の夢』筑摩書房, 1982.10

- 高木正一・高橋和巳共著『漢詩鑑賞入門』創元社, 1962

### 翻訳
- 『白楽天詩集』選訳、東京創元社, 1957、六興出版, 1981.1／平凡社ライブラリー, 1998.8
- 『中国詩人選集 第7・8巻　李白』岩波書店, 1957-58、新版・全1巻, 1983.9
- 『紅楼夢　世界文学全集』曹雪芹、富士正晴共編訳、河出書房新社, 1965
度々新版。グーテンベルク21(上下、電子書籍)で再刊
- 『三国志 通俗演義』 小川環樹共訳、岩波書店, 1968
  - 新訂版『三国志』 岩波少年文庫 全3巻, 1980、新版2000
- 『世界古典文学全集27 李白』筑摩書房, 1971、度々復刊